# Sporting Fingal FC

Sporting Fingal FC este un club de fotbal din Santry, Comitatul Dublin, Irlanda.

## Lotul actual de jucători (2009-2010)
| Nr. |                            | Poziție | Jucător                                  |
| --- | -------------------------- | ------- | ---------------------------------------- |
|     | Republica Irlanda          | P       | Darren Quigley (on loan from Derry City) |
|     | Statele Unite ale Americii | P       | Chris Konopka                            |
|     | Republica Irlanda          | P       | James Hussey                             |
|     | Republica Irlanda          | F       | Brian Gannon                             |
|     | Republica Irlanda          | F       | Philip Byrne                             |
|     | Republica Irlanda          | F       | Stephen Paisley                          |
|     | Republica Irlanda          | F       | Gareth Whelan                            |
|     | Republica Irlanda          | F       | Shaun Maher                              |
|     | Republica Irlanda          | F       | John Frost                               |
|     | Republica Irlanda          | F       | Lorcan Fitzgerald                        |
|     | Republica Irlanda          | M       | Shane McFaul                             |
|     | Republica Irlanda          | M       | Conan Byrne                              |

| Nr. |                   | Poziție | Jucător         |
| --- | ----------------- | ------- | --------------- |
|     | Republica Irlanda | M       | Alan Kirby      |
|     | Republica Irlanda | M       | Colm James      |
|     | Republica Irlanda | M       | Shaun Williams  |
|     | Republica Irlanda | M       | Fiachra McArdle |
|     | Republica Irlanda | M       | Robert Bayly    |
|     | Republica Irlanda | M       | Eric Foley      |
|     | Republica Irlanda | A       | Éamon Zayed     |
|     | Republica Irlanda | A       | Gary O'Neill    |
|     | Republica Irlanda | A       | Robbie Doyle    |
|     | Republica Irlanda | A       | Daniel Corcoran |
|     | Republica Irlanda | A       | Ross Gaynor     |